# لغات جزر البهاما
جزر البهاما جزر كاريبية تتبعان الكومنولث البريطاني، لغتها الرسمية هي الإنجليزية. كريول بهامي (en) هي اللغة المستخدمة بين السكان. التيانو اختفت من الجزر.
من اللغات الشائعة التي يتكلمها الوافدون للجزيرتين اليونانية والهايتية.